# Szelek barlangja
A Szelek barlangja a Király-erdőben található. Ez Románia leghosszabb barlangja.

## Története
A helybéliek már régebbről tudtak a barlang bejáratáról, a „Szelek odújáról”, de a bejárat annyira szűk volt, hogy még egy gyerek sem fért volna be. A lyukból kiáramló erős szél tűnt fel a helyi juhászoknak, akik nagy melegben oda húzódtak hűsölni. A barlangot Bagaméri Béla fedezte fel 1957. április 7-én, aki egy helyi bányász, Bodea  Dumitru útmutatására felkereste a Szelek odúját és kitágította a  bejáratot. Sok ideig fejjel lefele mászott a szűk járatban. Amikor leérkezett, rájött hogy a sziklahasadékból kiáramló erős léghuzat egy valóban nagy és összefüggő barlangrendszert jelez.
A barlang feltárása sok évet vett igénybe. Részt vett benne a Kolozsvári Amatőr Barlangkutató Klub, a Kolozsvári Barlangtani Intézet, és sokan mások.

## A barlang földrajzi helyzete
A Szelek-barlangja Erdélyben, a Király-erdőben, Vársonkolyos községtől 2 km-re, délnyugatra, a Sebes-Körös bal partján, a Frânturii-tisztás közelében található. GPS: é. sz. 46° 56′ 21″, k. h. 22° 32′ 37″46.939200°N 22.543550°E, 356 méter tengerszint feletti magasságban.

## Megközelítés
A barlangot a Kolozsvárt Nagyváraddal összekötő vasúton, vagy az E60-as országúton  közelíthetjük meg.  A E60-as úton haladva, a DJ 764C útra térünk le, amin 11 km-t haladunk. Vársonkolyos községnél (Șuncuiuș) a kastély irányába tartva rövidesen elérjük a lengőhidat. Ezen átkelve jutunk el a barlang bejáratához. 

## A barlang
A barlangrendszer labirintusos jellegű. Négy emeleten, egy aktív és három fosszilis járatból áll. A szintkülönbsége 162 m.  Egy észak-északkelet – dél-délnyugat irányú főhálózat alkotja, amibe számos köztes járat torkollik.
A barlang bejárata (356 m tengerszint feletti magasságban) viszonylag szűk. A bejutást beépített lépcsőfokok segítik. A bejárat után a barlangi patakkal találkozunk, ami folyás irányban rövidesen eltűnik, és a Frântura-tisztáson tör majd a felszínre.
A folyásiránnyal szemben haladva érhetjük el a táborozóhelyként is használt Medencék-termét.
A kezdeti szakaszt barlangi turisták is szokták látogatni, de a barlang teljes egészét csak jól felszerelt kutatócsoportok.
A turistáknak bemutatott szakasz bővelkedik a látnivalókban. A kezdeti, vizes szakasz után a járat kitágul, de 300 méter után ismét összeszűkül a Pokol tornácánál. Ez után a járat alakja megváltozik, magassága csak ritkán haladja meg a másfél métert. Ezen a szakaszon találkozhatunk egy nagyon látványos cseppkővel, a hatalmas Torpedóval. Rövidesen következik a Létra-járat, ami az I. emeletre vezet. Az aktív járat egy szifonba torkollik. 
Az első szint már fosszilis. Legfőbb jellegzetessége a bonyolult meanderek, és az, hogy több helyen összeköttetésben van a fő aktív járattal, amivel 25-30 méteres aknák kötik össze. Másik jellegzetesség a nagy kiterjedésű termek jelenléte is.
A barlang még további két emeleten nyújtózik tovább. A járatok összhossza meghaladja a 47.000 métert.

## Barlangi képződmények
A barlang egyedi cseppkőképződményekkel jeleskedik.  A hagyományos sztalaktitok, sztalagmitok és cseppkőoszlopok mellett láthatunk aragonit- és heliktit-kristályokat, borsócseppköveket, szalmacseppköveket, cseppkőzászlókat.

## Látogatás
2003-tól kezdve egy látogatói szakaszt építettek ki 730 méter hosszan. 
A barlang zárt, a Kolozsvári Amatőr Barlangász Klub gondnokságában van. Látogatás csakis előzetes egyeztetés után, idegenvezetővel lehetséges. A látogatói szakasztól eltekintve csak gyakorlott barlangászoknak ajánlott.

## Élővilága
A barlangban több élőlényt fedeztek fel. Ezek közül két barlangi vakfutrinka fajt említenek a szakemberek: Duvalius moczaryt és a Duvalius redtenbacherit. Szórványosan előfordulnak evezőlábú-  és felemás lábú rákok. Denevérek csak kis létszámban fordulnak elő. Két faj található meg: a nagy patkósdenevér (Rhinolophus ferrum-equinum) és a kis patkósdenevér (Rhinolophus hipposideros).

## Külső hivatkozások
- A Szelek barlangja hivatalos honlapja (román nyelven)
- A Kolozsvári Amatőr Barlangkutató Klub honlapja Archiválva 2011. augusztus 31-i dátummal a Wayback Machine-ben
- Welcome to Romania honlap
- Szilágyi Palkó Pál fényképei a Szelek barlangjáról